# アレクサンドル・チマシェフ
アレクサンドル・エゴロヴィチ・チマシェフ（ロシア語: Алекса́ндр Его́рович Тима́шев, ラテン文字転写: Aleksandr Egorovich Timashev、1818年4月15日（ユリウス暦4月3日） - 1893年2月1日（ユリウス暦1月20日））は、帝政ロシアの軍人、政治家。ロシア皇帝アレクサンドル2世の下で逓信大臣、内務大臣を務めた。

## 経歴・概要
1818年4月15日（ユリウス暦4月3日）、オレンブルク州に生まれる。父エゴール・ニコラエヴィチ・チマシェフは、オレンブルク・コサックのアタマン（頭領）であった。
近衛騎兵少尉に任官し軍歴を開始する。1856年、皇帝官房第三部の実働部隊であるロシア帝国憲兵団参謀長に任命される。次いでカザン県、ペルミ県およびヴャトカ県の臨時総督に就任し農奴解放に当たる。1864年まで臨時総督の職責を勤めたことからカザン名誉市民の称号を授与されている。.
1867年、郵政・通信大臣（逓信大臣）に任命され、同年国家評議会議員に選出された。
翌1868年、ピョートル・アレクサンドロヴィチ・ヴァルーエフ（ワルーエフ）の後任として内務大臣に任命され1877年末までおよそ10年の長きに渡って同相ポストを務めた。内相としての事績としては、警察改革、農奴制の転換、地方制度の改革、総督職の一部を廃止、ポーランド立憲王国の行政区に関して内務省の管轄に移管したこと、バルト海沿岸地方の編入などが上げられる。

## 政治的見解
チマシェフは軍人出身ということもあり、自由主義的改革には反対しており、革命派や過激派によるテロルに対しては終始、強硬な立場を崩さなかった。内相辞任後、国家行議会議員としては地主階級の利益を擁護し、アレクサンドル・アバザー蔵相およびアバザーの支持者であるミハイル・ロリス＝メリコフ内相、ミハイル・レイチェルン元蔵相とは対立している。

## 表彰
- スモレンスク名誉市民 (1878年)